# 胡梅尼夫
49°6′43″N 24°22′53″E / 49.11194°N 24.38139°E
胡梅尼夫（羅馬化：Humeniv）是烏克蘭的村落，位於該國西部伊萬諾-弗蘭科夫斯克州，由卡盧什區負責管轄，始建於1467年，面積6.71平方公里，2001年人口580，人口密度每平方公里86.4人。